# Andrés Gómez
Andrés Juan Gómez Santos (Guayaquil, 27 de febrero de 1960) es un extenista ecuatoriano, el más destacado en su historia. Es familiar de otros tenistas: padre de Emilio Gómez y tío de Nicolás Lapentti, Giovanni Lapentti y Roberto Quiroz.
En el Circuito Mundial de la ATP ganó 54 títulos, 21 individuales y 33 en dobles, por lo que según los especialistas es uno de los mejores tenistas en la historia de Latinoamérica. Ganó en individuales el Torneo de Roland Garros de 1990, y en dobles en 1988; también ganó en dobles el US Open de 1986. Su mejor puesto en la Clasificación de la ATP individual fue el 4.º en 1990 y en dobles, el 1.º en 1986. Finalizó con el chileno Hans Gildemeister como la «mejor dupla tenística del mundo» en 1986. Participó en el Torneo de Maestros individual en 1982, 1983, 1985, 1986 —en ambas modalidades— y 1990.

## Comienzos
Cuando era niño, Andrés Gómez tomó lecciones de tenis del famoso entrenador Harry Hopman. En 1978 fue invitado por primera vez a la selección ecuatoriana para los partidos del Grupo Sudamericano de la Copa Davis. Al año siguiente, Andrés, que planeaba ir a la universidad y estudiar biología, tomó una decisión de último momento a favor del tenis profesional y rápidamente se convirtió en uno de los 50 mejores tenistas del mundo.

## Trayectoria deportiva
Gómez se convirtió en profesional en 1979, y en ese mismo año, con 19 años de edad, entraba al top 100 del ranking ATP en individuales. 
El éxito temprano en su carrera vino principalmente en la competencia de dobles. Ganó cinco títulos de dobles en 1980 y siete en 1981. Clasificó al Torneo de Maestros en dobles junto con Gildemeister en 1981, pero no se presentaron porque este último tenía fiebre tifoidea.
Su primer título en single ocurrió en 1981 en Burdeos. Luego ganó el Masters de Roma en 1982, superando a Eliot Teltscher en la final en tres sets.
En 1983, Gómez lideró al equipo ecuatoriano al Grupo Mundial de la Copa Davis al ganar sus seis encuentros contra oponentes caribeños, canadienses y brasileños. A nivel individual, disputó cuatro finales de torneos del Grand Prix, de las cuales logró levantar solo un título en Dallas. Al finalizar la temporada en el puesto 12 del ranking, participó en el Torneo de Maestros, el último torneo del año para los mejores jugadores del circuito. Allí venció al número 14 del mundo, Eliot Teltscher, en la primera ronda, pero tuvo que retirarse ante el líder del ranking Ivan Lendl en los cuartos de final. En 1984 ganó su segundo título de Masters de Roma, cuando derrotó a Aaron Krickstein en cuatro sets. Además, en ese año llegaría por primera vez al top 10 del ranking ATP, convirtiéndose en el primer tenista ecuatoriano en llegar a lo más alto del ranking en la era profesional. En 1985 obtendría su mejor participación en el Torneo de Maestros, cuando llegó hasta las semifinales, perdiendo de nuevo contra Ivan Lendl.  
En 1986, Gómez alcanzó el número 1 del mundo en el ranking de dobles. Ganó siete eventos de dobles ese año, incluyendo el dobles masculino en el Abierto de Estados Unidos (junto a Slobodan Živojinović). En 1988, Gómez ganó su segundo título de Grand Slam en el Roland Garros (junto a Emilio Sánchez).
La culminación de la carrera de Gómez llegó en 1990, cuando alcanzó su primera (y única) final de Grand Slam en el Abierto de Francia. Allí se enfrentó frente a un joven Andre Agassi (20 años de edad), que como Gómez, estaba jugando su primera final individual de Grand Slam. El prometedor jugador estadounidense era considerado el favorito, pero Gómez aprovechó el momento y se adjudicó el título con una victoria en cuatro sets, siendo el único ecuatoriano en ganar un título de Grand Slam simple. Gómez llegó a su ranking más alto en individuales masculino, obteniendo nro. 4 del mundo.
A lo largo de su carrera, Gómez ganó 21 títulos individuales y 33 títulos de dobles. Su último título de individuales fue ganado en 1991 en Brasilia. Su último título de dobles se produjo en 1992 en Barcelona.

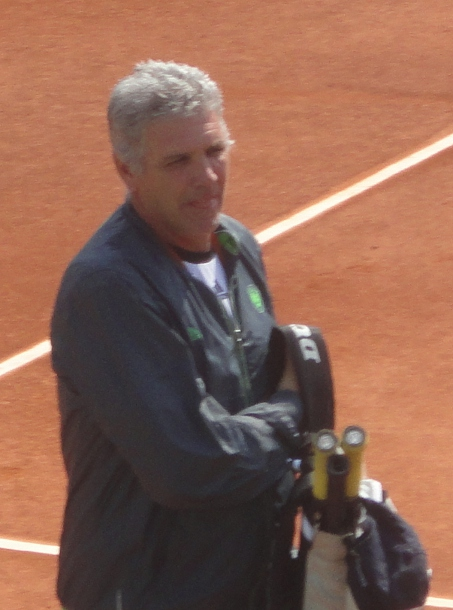
Andrés Gómez durante el Trofeo Leyendas 2011 en Roland-Garros.

## Torneos de Grand Slam

### Campeonatos individuales (1)
| Año  | Campeonato    | Oponente en la final | Resultado       |
| 1990 | Roland Garros | Andre Agassi         | 6-3 2-6 6-4 6-4 |

### Campeón Dobles (2)
| Año  | Torneo        | Pareja                 | Oponentes en la final         | Resultado           |
| 1986 | US Open       | Slobodan Zivojinovic   | Joakim Nyström Mats Wilander  | 4-6 6-3 6-3 4-6 6-3 |
| 1988 | Roland Garros | Emilio Sánchez Vicario | John Fitzgerald Anders Järryd | 6-3 6-7(8) 6-4 6-3  |

## Títulos (54)

### Individuales (21)
| Leyenda                |
| Grand Slam (1)         |
| Tennis Masters Cup (0) |
| ATP Masters Series (2) |
| ATP Tour (18)          |

| No. | Fecha | Torneo                           | Superficie    | Rival en la final      | Marcador                |
| 1.  | 1981  | Burdeos, Francia                 | Tierra batida | Thierry Tulasne        | 7-6, 7-6, 6-1           |
| 2.  | 1982  | Roma, Italia                     | Tierra batida | Eliot Teltscher        | 6-2, 6-3, 6-2           |
| 3.  | 1982  | Quito, Ecuador                   | Tierra batida | Loic Courteau          | 6-3, 6-4                |
| 4.  | 1983  | Dallas, Estados Unidos           | Dura          | Brian Teacher          | 6-7, 6-1, 6-1           |
| 5.  | 1984  | Niza, Francia                    | Tierra batida | Henrik Sundström       | 6-1, 6-4                |
| 6.  | 1984  | Roma, Italia                     | Tierra batida | Aaron Krickstein       | 2-6, 6-1, 6-2, 6-2      |
| 7.  | 1984  | Washington D. C., Estados Unidos | Tierra batida | Aaron Krickstein       | 6-2, 6-2                |
| 8.  | 1984  | Indianápolis, Estados Unidos     | Tierra batida | Balázs Taróczy         | 6-0, 7-6                |
| 9.  | 1984  | Hong Kong                        | Dura          | Tomáš Šmíd             | 6-3, 6-2                |
| 10. | 1985  | Hong Kong                        | Dura          | Aaron Krickstein       | 6-3, 6-3, 3-6, 6-4      |
| 11. | 1986  | Indianápolis, Estados Unidos     | Tierra batida | Thierry Tulasne        | 6-4, 7-6                |
| 12. | 1986  | Florencia, Italia                | Tierra batida | Henrik Sundström       | 6-3, 6-4                |
| 13. | 1986  | Boston, Estados Unidos           | Tierra batida | Martín Jaite           | 7-5, 6-4                |
| 14. | 1986  | Itaparica, Brasil                | Dura          | Jean-Philippe Fleurian | 4-6, 6-4, 6-4           |
| 15. | 1987  | Forest Hills, Estados Unidos     | Tierra batida | Yannick Noah           | 6-4, 7-6, 7-6           |
| 16. | 1989  | Boston, Estados Unidos           | Tierra batida | Mats Wilander          | 6-1, 6-4                |
| 17  | 1989  | Barcelona, España                | Tierra batida | Horst Skoff            | 6-4, 6-4, 6-2           |
| 18. | 1990  | Barcelona, España                | Tierra batida | Guillermo Pérez-Roldán | 6-0, 7-6, 3-6, 0-6, 6-2 |
| 19. | 1990  | Madrid, España                   | Tierra batida | Marc Rosset            | 6-3, 7-6                |
| 20. | 1990  | Roland Garros                    | Tierra batida | Andre Agassi           | 6-3, 2-6, 6-4, 6-4      |
| 21. | 1991  | Brasilia, Brasil                 | Moqueta       | Javier Sánchez Vicario | 6-4, 3-6, 6-3           |

### Finalista individuales (14)
| No. | Fecha | Torneo                           | Superficie    | Rival en la final | Marcador                |
| 1.  | 1980  | Sarasota, Estados Unidos         | Tierra batida | Eddie Dibbs       | 6-1, 6-1                |
| 2.  | 1981  | Santiago, Chile                  | Tierra batida | Hans Gildemeister | 6-4, 7-5                |
| 3.  | 1982  | Denver, Estados Unidos           | Moqueta       | John Sadri        | 4-6, 6-1, 6-4           |
| 4.  | 1983  | North Conway, Estados Unidos     | Tierra batida | José Luis Clerc   | 6-3, 6-1                |
| 5.  | 1983  | Indianápolis, Estados Unidos     | Tierra batida | Jimmy Arias       | 6-4, 2-6, 6-4           |
| 6.  | 1983  | Tokyo Outdoor, Japón             | Dura          | Eliot Teltscher   | 7-5, 3-6, 6-1           |
| 7.  | 1984  | Wembley, Inglaterra              | Moqueta       | Ivan Lendl        | 7-6, 6-2, 6-1           |
| 8.  | 1985  | Indianápolis, Estados Unidos     | Tierra batida | Ivan Lendl        | 6-1, 6-3                |
| 9.  | 1986  | Kitzbühel, Austria               | Tierra batida | Miloslav Mečíř    | 6-4, 4-6, 6-1, 2-6, 6-3 |
| 10. | 1986  | Hong Kong                        | Dura          | Ramesh Krishnan   | 7-6, 6-0, 7-5           |
| 11. | 1987  | Fráncfort del Meno, Alemania     | Moqueta       | Tim Mayotte       | 7-6, 6-4                |
| 12. | 1988  | Stuttgart Outdoor, Alemania      | Tierra batida | Andre Agassi      | 6-4, 6-2                |
| 13. | 1988  | Washington D. C., Estados Unidos | Dura          | Jimmy Connors     | 6-1, 6-4                |
| 14. | 1990  | Filadelfia, Estados Unidos       | Moqueta       | Pete Sampras      | 7-6, 7-5, 6-2           |

### Dobles (33)
| No. | Fecha | Torneo                           | Superficie    | Pareja                 | Rival en la final                      | Marcador                |
| 1.  | 1980  | Sarasota, Estados Unidos         | Tierra batida | Ricardo Ycaza          | David Carter Rick Fagel                | 6-3, 6-4                |
| 2.  | 1980  | Hamburgo, Alemania               | Tierra batida | Heinz Gildemeister     | Reinhart Probst Max Wunschig           | 6-3, 6-4                |
| 3.  | 1980  | Washington D. C., Estados Unidos | Tierra batida | Hans Gildemeister      | Gene Mayer Sandy Mayer                 | 6-4, 7-5                |
| 4.  | 1980  | Madrid, España                   | Tierra batida | Hans Gildemeister      | Jan Kodeš Balázs Taróczy               | 6-2, 6-2                |
| 5.  | 1980  | Quito, Ecuador                   | Tierra batida | Hans Gildemeister      | José Luis Clerc Belus Prajoux          | 6-3, 1-6, 6-4           |
| 6.  | 1981  | Hamburgo, Alemania               | Tierra batida | Hans Gildemeister      | Peter McNamara Paul McNamee            | 6-4, 3-6, 6-4           |
| 7.  | 1981  | Roma, Italia                     | Tierra batida | Hans Gildemeister      | Bruce Manson Tomáš Šmíd                | 7-5, 6-2                |
| 8.  | 1981  | Bruselas, Bélgica                | Tierra batida | Ricardo Cano           | Carlos Kirmayr Cassio Motta            | 6-2, 6-2                |
| 9.  | 1981  | Burdeos, Francia                 | Tierra batida | Belus Prajoux          | Jim Gurfein Anders Järryd              | 7-5, 6-3                |
| 10. | 1981  | Madrid, España                   | Tierra batida | Hans Gildemeister      | Heinz Günthardt Tomáš Šmíd             | 6-2, 3-6, 6-3           |
| 11. | 1981  | Quito, Ecuador                   | Tierra batida | Hans Gildemeister      | David Carter Ricardo Ycaza             | 7-5, 6-3                |
| 12. | 1981  | Santiago, Chile                  | Tierra batida | Hans Gildemeister      | Ricardo Cano Belus Pranjoux            | 6-2, 7-6                |
| 13. | 1982  | Burdeos, Francia                 | Tierra batida | Hans Gildemeister      | Anders Järryd Hans Simonsson           | 6-4, 6-2                |
| 14. | 1984  | Wembley, Inglaterra              | Moqueta       | Ivan Lendl             | Pavel Slozil Tomáš Šmíd                | 6-2, 6-2                |
| 15. | 1985  | Marbella, España                 | Tierra batida | Cassio Motta           | Loic Courteau Michiel Schapers         | 6-1, 6-1                |
| 16. | 1985  | Hamburgo, Alemania               | Tierra batida | Hans Gildemeister      | Heinz Günthardt Balázs Taróczy         | 6-4, 6-3                |
| 17. | 1985  | Estocolmo, Suecia                | Dura (i)      | Guy Forget             | Mike De Palmer Gary Donnelly           | 6-3, 6-4                |
| 18. | 1986  | Fort Myers, Estados Unidos       | Dura          | Ivan Lendl             | Peter Doohan Paul McNamee              | 7-5, 6-4                |
| 19. | 1986  | Washington D. C., Estados Unidos | Tierra batida | Hans Gildemeister      | John Fitzgerald Sherwood Stewart       | 6-4, 7-6                |
| 20. | 1986  | Forest Hills, Estados Unidos     | Tierra batida | Hans Gildemeister      | Boris Becker Slobodan Živojinović      | 7-6, 7-6                |
| 21. | 1986  | Boston, Estados Unidos           | Tierra batida | Hans Gildemeister      | Dan Cassidy Mel Purcell                | 7-5, 6-2                |
| 22. | 1986  | Washington D. C., Estados Unidos | Tierra batida | Hans Gildemeister      | Ricardo Acioly Cesar Kist              | 7-6, 6-0                |
| 23. | 1986  | US Open                          | Dura          | Slobodan Živojinović   | Joakim Nyström Mats Wilander           | 4-6, 6-3, 6-3, 4-6, 6-3 |
| 24. | 1986  | Stuttgart Outdoor, Alemania      | Tierra batida | Hans Gildemeister      | Mansour Bahrami Diego Pérez            | 7-6, 3-6, 6-3           |
| 25. | 1987  | Montecarlo, Mónaco               | Tierra batida | Hans Gildemeister      | Mansour Bahrami Michael Mortensen      | 6-4, 6-3                |
| 26. | 1987  | Boston, Estados Unidos           | Tierra batida | Hans Gildemeister      | Joakim Nyström Mats Wilander           | 6-3, 6-3                |
| 27. | 1988  | Roland Garros                    | Tierra batida | Emilio Sánchez Vicario | John Fitzgerald Anders Järryd          | 6-3, 6-7, 6-4, 6-3      |
| 28. | 1988  | Tokyo Indoor, Japón              | Moqueta       | Slobodan Živojinović   | Boris Becker Eric Jelen                | 7-5, 5-7, 6-3           |
| 29. | 1989  | Boston, Estados Unidos           | Tierra batida | Alberto Mancini        | Todd Nelson Phillip Williamson         | 3-6, 6-3, 6-4           |
| 30. | 1989  | Ginebra, Suiza                   | Tierra batida | Alberto Mancini        | Mansour Bahrami Guillermo Pérez-Roldán | 6-3, 7-5                |
| 31. | 1990  | Barcelona, España                | Tierra batida | Javier Sánchez Vicario | Sergio Casal Emilio Sánchez Vicario    | 7-5, 7-6                |
| 32. | 1991  | Sao Paulo, Brasil                | Dura          | Jaime Oncins           | Jorge Lozano Cassio Motta              | 6-4, 6-4                |
| 33. | 1992  | Barcelona, España                | Tierra batida | Javier Sánchez Vicario | Ivan Lendl Karel Nováček               | 6-3, 6-1                |

### Finalista en dobles (17)
| No. | Fecha | Torneo                           | Superficie    | Pareja                 | Rival en la final                      | Marcador      |
| 1.  | 1980  | Boston, Estados Unidos           | Tierra batida | Hans Gildemeister      | Gene Mayer Sandy Mayer                 | 1-6, 6-4, 6-4 |
| 2.  | 1980  | Bogotá, Colombia                 | Tierra batida | Ricardo Ycaza          | Álvaro Fillol Carlos Kirmayr           | 6-4, 6-3      |
| 3.  | 1981  | Viña del Mar, Chile              | Tierra batida | Belus Prajoux          | David Carter Paul Kronk                | 6-1, 6-2      |
| 4.  | 1981  | Barcelona, España                | Tierra batida | Hans Gildemeister      | Anders Järryd Hans Simonsson           | 6-1, 6-4      |
| 5.  | 1982  | Washington D. C., Estados Unidos | Tierra batida | Hans Gildemeister      | Raúl Ramírez Van Winitsky              | 7-5, 7-6      |
| 6.  | 1983  | Caracas, Venezuela               | Dura          | Ilie Năstase           | Jaime Fillol Sr. Stan Smith            | 6-2, 6-7, 6-2 |
| 7.  | 1983  | Johannesburgo, Sudáfrica         | Dura          | Sherwood Stewart       | Steve Meister Brian Teacher            | 6-7, 7-6, 6-2 |
| 8.  | 1984  | Niza, Francia                    | Tierra batida | Hans Gildemeister      | Jan Gunnarsson Michael Mortensen       | 6-1, 7-5      |
| 9.  | 1986  | Kitzbühel, Austria               | Tierra batida | Hans Gildemeister      | Heinz Günthardt Tomáš Šmíd             | 4-6, 6-3, 7-6 |
| 10. | 1986  | Tokyo Indoor, Japón              | Moqueta       | Ivan Lendl             | Mike De Palmer Gary Donnelly           | 6-3, 7-5      |
| 11. | 1986  | Johannesburgo, Sudáfrica         | Dura (i)      | Sherwood Stewart       | Mike De Palmer Christo van Rensburg    | 3-6, 6-2, 7-6 |
| 12. | 1987  | Tokyo Outdoor, Japón             | Dura          | Anders Järryd          | Paul Annacone Kevin Curren             | 6-3, 6-7, 6-3 |
| 13. | 1988  | Gstaad, Suiza                    | Tierra batida | Emilio Sánchez Vicario | Petr Korda Milan Šrejber               | 7-6, 7-6      |
| 14. | 1989  | Tokyo Indoor, Japón              | Moqueta       | Slobodan Živojinović   | Kevin Curren David Pate                | 4-6, 6-3, 7-6 |
| 15. | 1990  | Montecarlo, Mónaco               | Tierra batida | Javier Sánchez Vicario | Petr Korda Tomáš Šmíd                  | 6-2, 6-1      |
| 16. | 1990  | Madrid, España                   | Tierra batida | Javier Sánchez Vicario | Juan Carlos Baguena Omar Camporese     | 6-4, 3-6, 6-3 |
| 17. | 1991  | Schenectady, Estados Unidos      | Dura          | Emilio Sánchez Vicario | Javier Sánchez Vicario Todd Woodbridge | 3-6, 7-6, 7-6 |

## Clasificación histórica

### Individuales
| Torneos de Grand Slam                |                                                     |                                                     |                                                     |                                                     |                                                     |                                                     |                                                     |                                                     |                                                     |                                                     |                                                     |       |                 |                 |                 |        |
| Abierto de Australia                 | A                                                   | A                                                   | A                                                   | A                                                   | A                                                   | A                                                   | A                                                   | A                                                   | A                                                   | A                                                   | A                                                   | 4R    | A               | 1R              | A               | 0 / 2  |
| Roland Garros                        | A                                                   | 2R                                                  | 2R                                                  | 4R                                                  | 4R                                                  | CF                                                  | 3R                                                  | CF                                                  | CF                                                  | 2R                                                  | 2R                                                  | G     | A               | 2R              | A               | 1 / 12 |
| Wimbledon                            | A                                                   | 1R                                                  | A                                                   | 1R                                                  | A                                                   | CF                                                  | A                                                   | 1R                                                  | 4R                                                  | A                                                   | 2R                                                  | 1R    | A               | A               | A               | 0 / 7  |
| US Open                              | 2R                                                  | 2R                                                  | 3R                                                  | A                                                   | 4R                                                  | CF                                                  | A                                                   | 2R                                                  | 4R                                                  | 3R                                                  | 3R                                                  | 1R    | 1R              | A               | A               | 0 / 11 |
| Ganados/Competidos                   | 0 / 1                                               | 0 / 3                                               | 0 / 2                                               | 0 / 2                                               | 0 / 2                                               | 0 / 3                                               | 0 / 1                                               | 0 / 3                                               | 0 / 3                                               | 0 / 2                                               | 0 / 3                                               | 1 / 4 | 0 / 1           | 0 / 2           | 0 / 0           | 1 / 32 |
| Torneos de Fin de Año                |                                                     |                                                     |                                                     |                                                     |                                                     |                                                     |                                                     |                                                     |                                                     |                                                     |                                                     |       |                 |                 |                 |        |
| Tennis Masters Cup                   | A                                                   | A                                                   | A                                                   | CF                                                  | CF                                                  | A                                                   | SF                                                  | RR                                                  | A                                                   | A                                                   | A                                                   | RR    | A               | A               | A               | 0 / 5  |
| Grand Slam Cup                       | Inexistente                                         | Inexistente                                         | Inexistente                                         | Inexistente                                         | Inexistente                                         | Inexistente                                         | Inexistente                                         | Inexistente                                         | Inexistente                                         | Inexistente                                         | Inexistente                                         | 1R    | No fue invitado | No fue invitado | No fue invitado | 0 / 1  |
| Masters Series (Super 9 tournaments) |                                                     |                                                     |                                                     |                                                     |                                                     |                                                     |                                                     |                                                     |                                                     |                                                     |                                                     |       |                 |                 |                 |        |
| Indian Wells                         | Estos torneos no eran eventos Super 9 antes de 1990 | Estos torneos no eran eventos Super 9 antes de 1990 | Estos torneos no eran eventos Super 9 antes de 1990 | Estos torneos no eran eventos Super 9 antes de 1990 | Estos torneos no eran eventos Super 9 antes de 1990 | Estos torneos no eran eventos Super 9 antes de 1990 | Estos torneos no eran eventos Super 9 antes de 1990 | Estos torneos no eran eventos Super 9 antes de 1990 | Estos torneos no eran eventos Super 9 antes de 1990 | Estos torneos no eran eventos Super 9 antes de 1990 | Estos torneos no eran eventos Super 9 antes de 1990 | 1R    | 2R              | A               | A               | 0 / 2  |
| Miami                                | Estos torneos no eran eventos Super 9 antes de 1990 | Estos torneos no eran eventos Super 9 antes de 1990 | Estos torneos no eran eventos Super 9 antes de 1990 | Estos torneos no eran eventos Super 9 antes de 1990 | Estos torneos no eran eventos Super 9 antes de 1990 | Estos torneos no eran eventos Super 9 antes de 1990 | Estos torneos no eran eventos Super 9 antes de 1990 | Estos torneos no eran eventos Super 9 antes de 1990 | Estos torneos no eran eventos Super 9 antes de 1990 | Estos torneos no eran eventos Super 9 antes de 1990 | Estos torneos no eran eventos Super 9 antes de 1990 | 4R    | 2R              | 3R              | 1R              | 0 / 4  |
| Montecarlo                           | Estos torneos no eran eventos Super 9 antes de 1990 | Estos torneos no eran eventos Super 9 antes de 1990 | Estos torneos no eran eventos Super 9 antes de 1990 | Estos torneos no eran eventos Super 9 antes de 1990 | Estos torneos no eran eventos Super 9 antes de 1990 | Estos torneos no eran eventos Super 9 antes de 1990 | Estos torneos no eran eventos Super 9 antes de 1990 | Estos torneos no eran eventos Super 9 antes de 1990 | Estos torneos no eran eventos Super 9 antes de 1990 | Estos torneos no eran eventos Super 9 antes de 1990 | Estos torneos no eran eventos Super 9 antes de 1990 | 3R    | 1R              | A               | A               | 0 / 2  |
| Roma                                 | Estos torneos no eran eventos Super 9 antes de 1990 | Estos torneos no eran eventos Super 9 antes de 1990 | Estos torneos no eran eventos Super 9 antes de 1990 | Estos torneos no eran eventos Super 9 antes de 1990 | Estos torneos no eran eventos Super 9 antes de 1990 | Estos torneos no eran eventos Super 9 antes de 1990 | Estos torneos no eran eventos Super 9 antes de 1990 | Estos torneos no eran eventos Super 9 antes de 1990 | Estos torneos no eran eventos Super 9 antes de 1990 | Estos torneos no eran eventos Super 9 antes de 1990 | Estos torneos no eran eventos Super 9 antes de 1990 | SF    | A               | 1R              | A               | 0 / 2  |
| Hamburgo                             | Estos torneos no eran eventos Super 9 antes de 1990 | Estos torneos no eran eventos Super 9 antes de 1990 | Estos torneos no eran eventos Super 9 antes de 1990 | Estos torneos no eran eventos Super 9 antes de 1990 | Estos torneos no eran eventos Super 9 antes de 1990 | Estos torneos no eran eventos Super 9 antes de 1990 | Estos torneos no eran eventos Super 9 antes de 1990 | Estos torneos no eran eventos Super 9 antes de 1990 | Estos torneos no eran eventos Super 9 antes de 1990 | Estos torneos no eran eventos Super 9 antes de 1990 | Estos torneos no eran eventos Super 9 antes de 1990 | 2R    | 1R              | 1R              | A               | 0 / 3  |
| Canadá                               | Estos torneos no eran eventos Super 9 antes de 1990 | Estos torneos no eran eventos Super 9 antes de 1990 | Estos torneos no eran eventos Super 9 antes de 1990 | Estos torneos no eran eventos Super 9 antes de 1990 | Estos torneos no eran eventos Super 9 antes de 1990 | Estos torneos no eran eventos Super 9 antes de 1990 | Estos torneos no eran eventos Super 9 antes de 1990 | Estos torneos no eran eventos Super 9 antes de 1990 | Estos torneos no eran eventos Super 9 antes de 1990 | Estos torneos no eran eventos Super 9 antes de 1990 | Estos torneos no eran eventos Super 9 antes de 1990 | A     | A               | A               | A               | 0 / 0  |
| Cincinnati                           | Estos torneos no eran eventos Super 9 antes de 1990 | Estos torneos no eran eventos Super 9 antes de 1990 | Estos torneos no eran eventos Super 9 antes de 1990 | Estos torneos no eran eventos Super 9 antes de 1990 | Estos torneos no eran eventos Super 9 antes de 1990 | Estos torneos no eran eventos Super 9 antes de 1990 | Estos torneos no eran eventos Super 9 antes de 1990 | Estos torneos no eran eventos Super 9 antes de 1990 | Estos torneos no eran eventos Super 9 antes de 1990 | Estos torneos no eran eventos Super 9 antes de 1990 | Estos torneos no eran eventos Super 9 antes de 1990 | SF    | 2R              | A               | A               | 0 / 2  |
| Stockholm / Essen / Stuttgart        | Estos torneos no eran eventos Super 9 antes de 1990 | Estos torneos no eran eventos Super 9 antes de 1990 | Estos torneos no eran eventos Super 9 antes de 1990 | Estos torneos no eran eventos Super 9 antes de 1990 | Estos torneos no eran eventos Super 9 antes de 1990 | Estos torneos no eran eventos Super 9 antes de 1990 | Estos torneos no eran eventos Super 9 antes de 1990 | Estos torneos no eran eventos Super 9 antes de 1990 | Estos torneos no eran eventos Super 9 antes de 1990 | Estos torneos no eran eventos Super 9 antes de 1990 | Estos torneos no eran eventos Super 9 antes de 1990 | 2R    | A               | A               | A               | 0 / 1  |
| París                                | Estos torneos no eran eventos Super 9 antes de 1990 | Estos torneos no eran eventos Super 9 antes de 1990 | Estos torneos no eran eventos Super 9 antes de 1990 | Estos torneos no eran eventos Super 9 antes de 1990 | Estos torneos no eran eventos Super 9 antes de 1990 | Estos torneos no eran eventos Super 9 antes de 1990 | Estos torneos no eran eventos Super 9 antes de 1990 | Estos torneos no eran eventos Super 9 antes de 1990 | Estos torneos no eran eventos Super 9 antes de 1990 | Estos torneos no eran eventos Super 9 antes de 1990 | Estos torneos no eran eventos Super 9 antes de 1990 | 2R    | A               | A               | A               | 0 / 1  |
| Clasificación de fin de año          | 61                                                  | 44                                                  | 37                                                  | 15                                                  | 14                                                  | 5                                                   | 15                                                  | 10                                                  | 11                                                  | 24                                                  | 17                                                  | 6     | 70              | 179             | 402             |        |

### Dobles
| Torneos de Grand Slam |       |       |       |       |       |       |       |       |       |       |       |       |       |       |        |
| Australian Open       | A     | A     | A     | A     | A     | A     | A     | ND    | A     | A     | A     | 1R    | A     | 2R    | 0 / 2  |
| Roland Garros         | A     | 2R    | 2R    | A     | 1R    | 1R    | A     | 2R    | 3R    | G     | 1R    | A     | A     | 1R    | 1 / 9  |
| Wimbledon             | A     | A     | A     | A     | A     | 1R    | A     | 1R    | SF    | A     | A     | A     | A     | A     | 0 / 3  |
| US Open               | 2R    | 1R    | 1R    | A     | 1R    | 1R    | A     | G     | SF    | 3R    | 2R    | A     | 3R    | A     | 1 / 10 |
| Ganados/Competidos    | 0 / 1 | 0 / 2 | 0 / 2 | 0 / 0 | 0 / 2 | 0 / 3 | 0 / 0 | 1 / 3 | 0 / 3 | 1 / 2 | 0 / 2 | 0 / 1 | 0 / 1 | 0 / 2 | 2 / 24 |